# ハイスキベル
ハイスキベル（バスク語: Jaizkibel, バスク語発音: [xais̻ˈkibel], スペイン語: Jaizquíbel）は、スペイン・バスク州ギプスコア県北東端にある山。標高547メートル。ピークの数キロ東はスペイン＝フランス国境である。

## 地理

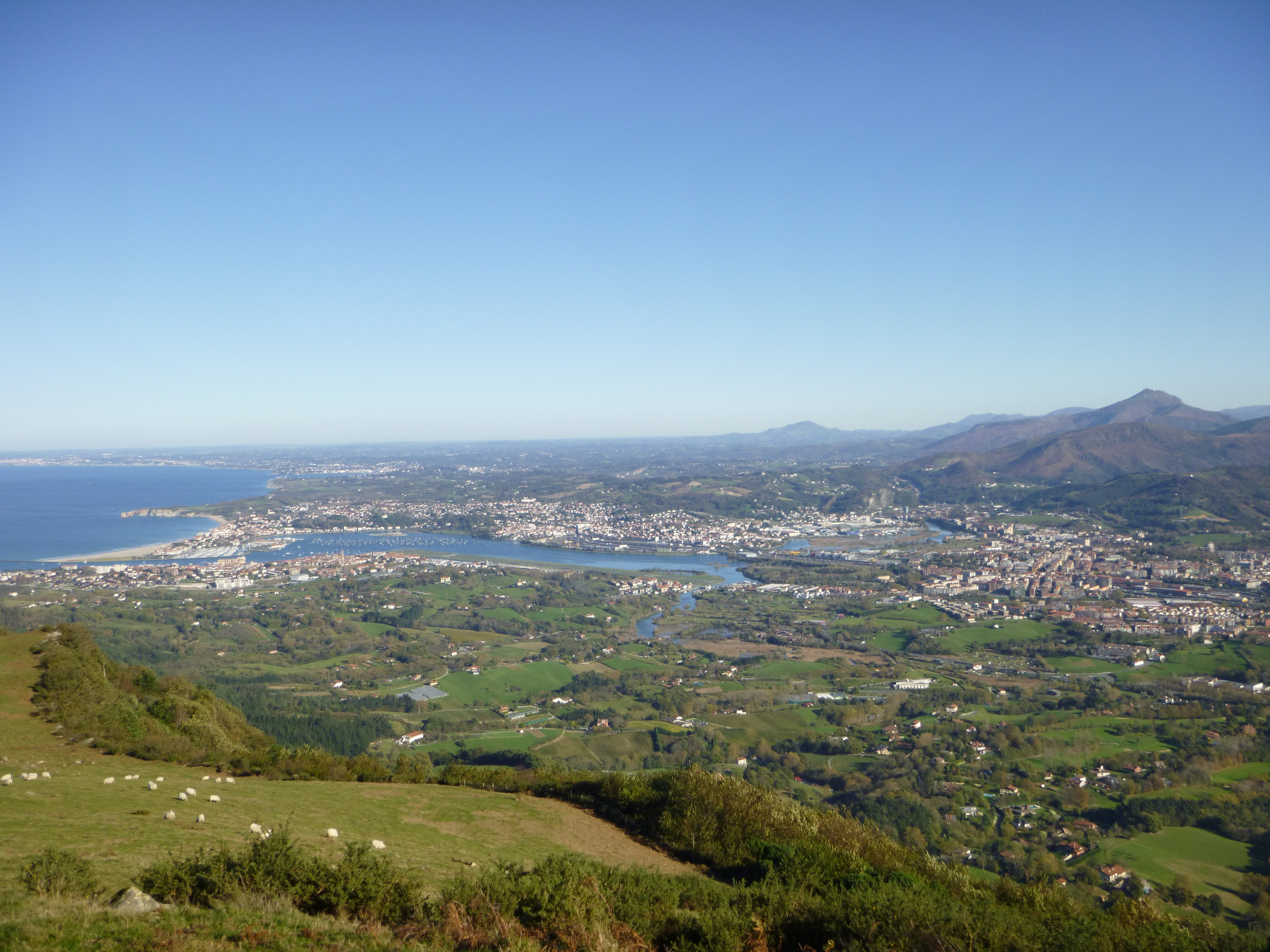
ハイスキベルから見たイルン（右）、オンダリビア（左・湾の手前）、アンダイエ（中央・湾の奥）

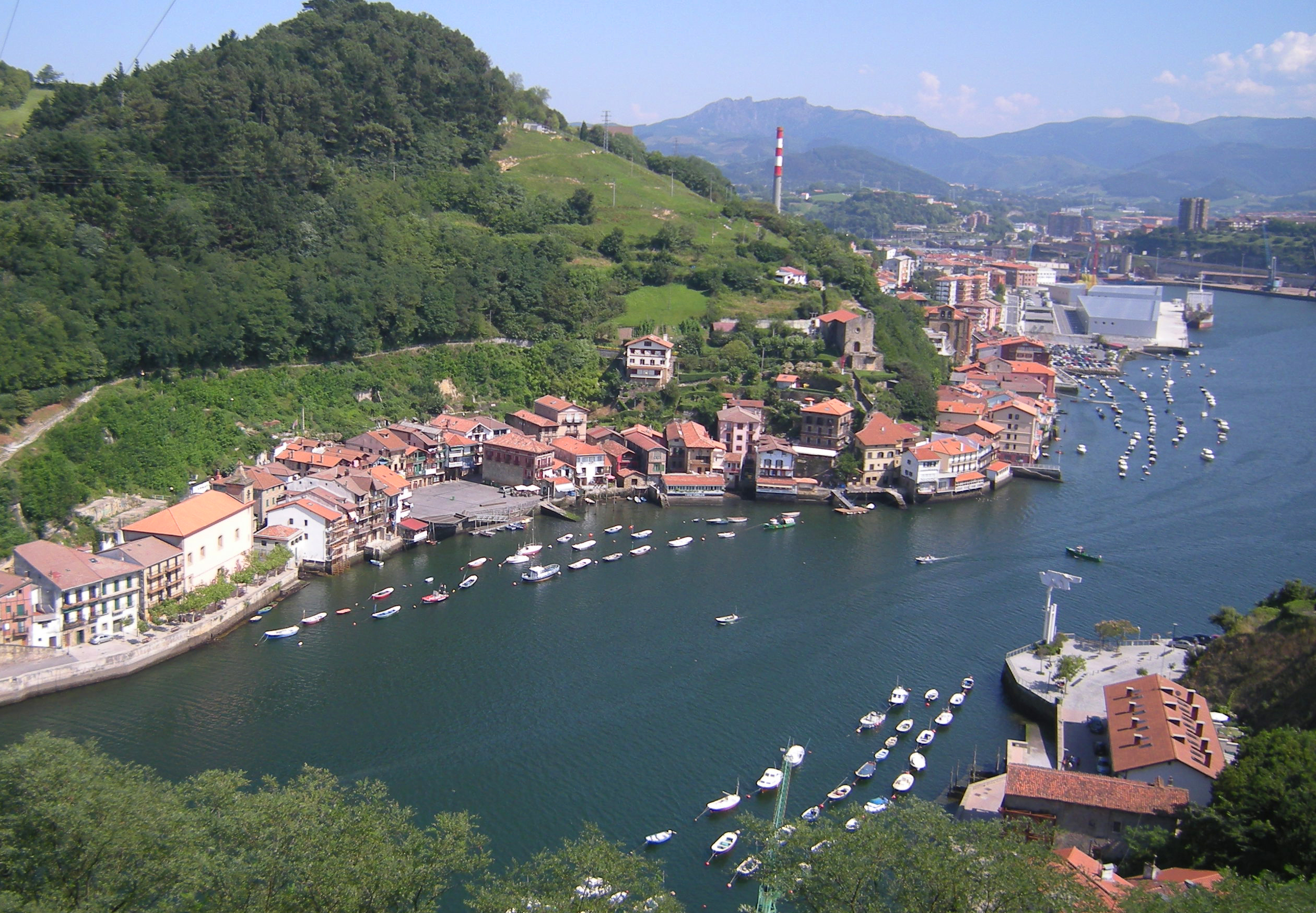
ハイスキベル西麓にあるパサイアの町

### 地勢
稜線はビスケー湾に面して南西から北東に長く伸びており、北東端のイゲール岬には灯台が設置されている。海に面した北西側の斜面は美しい断崖になっており、東端の斜面を下りるとスペインとフランスの国境でもあるチングディ湾（ビダソア川河口）が広がる。山体の西側には漁港を持つパサイアやエレンテリア、南側にはオイアルツン、東側にはギプスコア県第2の都市であるイルンやオンダリビアの町がある。
一般的にはハイスキベルより10キロメートルほど東にあるラ・リューヌ峰がピレネー山脈の最西端とされるが、ハイスキベルが最西端であるとされることもある。頂上には様々なルートで達することができ、パサイア、レソ、イルン、オンダリビアなどに登山口がある。サン・エンリケ要塞の廃墟があり、この要塞からはギプスコア県の広い範囲、ビスケー湾、ビダソア谷を見渡すことができる。

### 峠
ハイスキベルは自転車ロードレースのクラシカ・サン・セバスティアンで勝負を決する峠となることがある。ハイスキベルの峠の標高は450メートル、平均勾配は5.6%、最大勾配は8.5%である。

## 交通
エレンテリア（西端）またはオンダリビア（東端）からは山岳道路としてギプスコア県道GI-3440号線がハイスキベルの稜線に沿って走っており、ハイスキベルの山頂には自動車、マウンテンバイク、徒歩などで容易に近づくことができる。自動車での訪問者以外に、特に日曜日にはハイキング客が多く訪れる。スペインの主要な道路であるAP-8号線はバスク州ギプスコア県にてビスケー湾に近い部分を走っているが、ハイスキベルがあるため県の最東部だけは内陸部を走っている。
ハイスキベルの南側には、サン・セバスティアンとアンダイエを結ぶレンフェ（スペイン国鉄）のノルテ線や、サン・セバスティアン都市圏で運行されている近郊鉄道のセルカニアス サン・セバスティアンの計2路線が運行されている。チングディ湾にはサン・セバスティアン空港が立地しており、空港はハイスキベルのピークから1-2kmほどしか離れていないため、滑走路はハイスキベルの稜線と並行に設置されている。サン・セバスティアン空港からはマドリード＝バラハス空港やバルセロナ＝エル・プラット空港との間で定期便が運航されている。

## 港湾
ハイスキベルの東側にはチングディ湾があり、西側のパサイアにはパサイア湾がある。2008年には西端のパサイア湾外側に巨大な港湾を建設する計画が持ち上がったことで論争を引き起こした。この計画によると新港湾はより多くの船舶量をさばくことができ、パサイアを中心とする地域の発展に寄与するとされる。この港湾はハイスキベルの外崖の位置に計画されたため、地元の環境保護グループや諸機関が激しい反対運動を行っている。

## 施設
ハイスキベルはスペイン＝フランス国境に近く、さらにビスケー湾を臨む位置にあるピークであることから、地上・海上双方に対して戦略的価値の高い地点である。16世紀にスペイン＝フランス国境の策定が開始されると、スペイン軍は常にこの場所に関心を示した。いくつかの防御施設が建設されており、塔は19世紀のカルリスタ戦争に遡り、グアダルーペ要塞は1890年代に遡る。1950年代から1990年代初頭まで、北西斜面では頻繁に軍事演習が行われた。駐屯地の破壊や損傷を避けるために、駐屯地に通じる道路はしばしば寸断された。頂上近くにはラジオ・ギプスコアの基地があり、標高210m地点にはグアダルーペの聖母修道院がある。